# Калинин, Пётр Михайлович (полный кавалер ордена Славы)
Пётр Михайлович Калинин (1904 — ?) — сержант Рабоче-крестьянской Красной Армии, участник Великой Отечественной войны, полный кавалер ордена Славы, лишён всех званий и наград в связи с осуждением.

## Биография
Пётр Калинин родился в 1904 году в деревне Рожанка (ныне — Псковский район Псковской области). Окончил начальную школу. В 1926 году был призван на службу в Рабоче-крестьянскую Красную Армию. После демобилизации в 1928 году переехал в Псков, работал на городских стройках. В начале Великой Отечественной войны оказался в оккупации. В августе 1941 года был отправлен оккупантами в лагерь в городе Печоры. На допросах Калинин выдал всех известных ему советских активистов и дал подписку о сотрудничестве с оккупантами, после чего был освобождён. По возвращении в Псков он пошёл на службу в оккупационную полицию. Принимал активное участие в задержании и угоне в Германию советских мирных жителей, нёс охрану немецких объектов. В сентябре 1943 года ушёл из полиции.
После освобождения в мае 1944 года Калинин повторно был призван в армию и направлен на фронт Великой Отечественной войны, назначен наводчиком орудия 4-го стрелкового полка 98-й стрелковой дивизии.
В первый раз отличился в боях за Эстонскую ССР. 10 августа 1944 года в районе реки Вискула Калинин лично уничтожил артиллерийское орудие и огневую точку противника. 15 августа 1944 года он был награждён орденом Славы 3-й степени.
Вторично отличился вновь в боях за Эстонскую ССР. 24 августа 1944 года во время боя за город Элва он лично уничтожил бронетранспортёр и более 20 солдат и офицеров противника. 20 сентября 1944 года Калинин был награждён орденом Славы 2-й степени.
В третий раз отличился в сражениях на территории Латвийской ССР, уже будучи сержантом и командиром расчёта. В ноябре 1944 года он был ранен, но вскоре вернулся в строй. 24—26 декабря 1944 года в бою под городом Джуксте расчёт Калинина уничтожил 1 противотанковое орудие, 3 огневые точки и более 10 солдат и офицеров противника, а также проделал проходы в проволочных заграждениях.
Указом Президиума Верховного Совета СССР от 24 марта 1945 года за «образцовое выполнение боевых заданий командования на фронте борьбы с немецкими захватчиками и проявленные при этом доблесть и мужество» сержант Пётр Калинин был награждён орденом Славы 1-й степени.
После окончания войны Калинин был демобилизован. В 1945 вернулся обратно в Псков, продолжал работать на стройках, помогал восстанавливать разрушенный город. В августе 1948 года Калинин был арестован органами МВД СССР по обвинению в государственной измене. Суд учел смягчающие обстоятельства. Это, хоть и частично, помогла искупить его вину. И 13 октября того же года Военный трибунал войск МВД по Псковской области приговорил его к 15 годам исправительно-трудовых лагерей.
Указом Президиума Верховного Совета СССР от 26 апреля 1949 года Пётр Калинин был лишён всех званий и наград.
Дальнейшая судьба Калинина не установлена.